# Префект города
Префект города (лат. Praefectus urbi) — римское должностное лицо, назначавшееся для управления Римом (позже и Константинополем) в отсутствие консулов или, позднее, императора. Должность возникла в царский период, существовала во времена республики и империи. Префект города имел большое значение в поздней античности; именно ему подчинялись городские когорты. Эта служба пережила распад Западной Римской империи и просуществовала до XIII века в Константинополе.

## Царский период
По легенде, В 753 году до н. э. Ромул основал город Рим и учредил древнеримскую монархию. Он также создал службу Custos Urbis (опекун города) в качестве заместителя царя в его отсутствие. Как второе по значению должностное лицо в государстве, Custos Urbis был личным представителем царя. В отсутствие царя Custos Urbis осуществлял все его полномочия, включая полномочия созывать сенат, народные собрания и применение силы в случае возникновения чрезвычайной ситуации. Тем не менее, абсолютная власть у него была действительна только в пределах стен Рима. Ромул назначил Дентера Ромулия в качестве первого Custos Urbis, третий царь Тулл Гостилий назначил на эту должность Нуму Марция, а седьмой царь Тарквиний Гордый назначил Спурия Лукреция Триципитина.

## Республиканский период
После изгнания Тарквиния Гордого в 510 году до н. э. и образования Республики в 509 году до н. э. обязанности Custos Urbis оставались неизменными: наличие власти только в пределах города Рима и пожизненно назначаемые консулами. Custos Urbis осуществлял бы все полномочия консулов, если бы они были изгнаны из Рима. Эти полномочия включали созыв сената и куриатных комиций, а во время войны — главенство над армией. Первое крупное изменение в должности произошло в 487 году до н. э., когда служба стала выборной магистратурой. Custos Urbis избирался теперь куриатными комициями, и им мог стать только бывший консул. Около 450 года до н. э., с приходом к власти децемвиров, должность Custos Urbis была переименована в praefectus urbi (префект города Рима). Префект города, лишённый большей части своих полномочий и обязанностей, стал играть лишь церемониальную роль. Большинство полномочий и обязанностей префекта были переданы претору. Префект города избирался каждый год с разрешения консула, чтобы провести латинские празднования. Префект города долго не имел право созывать сенат и заседать в нём.

## Императорский период

### Рим
Когда первый римский император Октавиан Август превратил Римскую республику в Римскую империю в 27 году до н. э., он реформировал службу префекта по предложению своего друга Мецената. Август предоставил префекту города все полномочия, необходимые для поддержания порядка в городе. Власть префекта города выходит за пределы Рима в порт Остия, а также в зону 140 километров вокруг Рима. Выступая в качестве начальника Рима, префект был начальником всех цехов и коллегий, нёс ответственность (через префекта анноны) в обеспечении города зерном из-за границы, контролировал должностных лиц, ответственных за осушение Тибра и поддержание городской канализации и системы водоснабжения, а также памятников. Когда префект не мог обеспечить достаточные запасы, часто вспыхивали бунты. Для подавления их префекту передали под управление римскую полицию с их начальником. В обязанности префекта входило также издание законов, принятых императором. Постепенно судебные полномочия префекта были расширены, ему были отданы обязанности, ранее отнятые. Даже наместники провинций подвергались суду префекта. Префект также обладал судебной властью по уголовным делам. Первоначально эти полномочия осуществлялись совместно с квесторами, а в третьем веке они уже осуществлялись одним префектом. В поздней империи префекту было предоставлено много власти в связи с удалением императорского двора из Рима. Городская префектура пережила падение Западной Римской империи. Последнее упоминание о римских городских префектах приходится на 879 год.

### Константинополь
Когда император Константин I Великий основал Константинополь, он сделал начальником над городом префекта. В конце 359 года Констанций II расширил полномочия константинопольского префекта до равных с римским. Таким образом, префект стал обладать большим авторитетом и широкими полномочиями. Префект также являлся формальным руководителем Сената, он председательствовал на его заседаниях. Кандидатура префекта утверждалась сенатом. Он нёс единоличную ответственность за администрацию города Константинополя. Его задачи были многообразны, начиная от поддержания порядка в городе до контроля над коллегиями и государственными учреждениями. Городская полиция попала под власть префекта, а городская тюрьма была расположена в подвале претории, расположенной перед форумом Константина. В эпоху Византийской империи префект считался верховным судьей в столице после самого императора. Его роль в экономической жизни города также имела принципиальное значение. Кроме того, префект был ответственным за назначение преподавателей в университете Константинополя, а также за распределение зерна в городе. С конца IX века у префекта было два помощника. Должность просуществовала до начала XIII века с относительно нетронутыми функциями и полномочиями, но после Четвёртого крестового похода она исчезла.